# (68410) Nichols
Pour les articles homonymes, voir Nichols.
(68410) Nichols est un astéroïde de la ceinture principale.

## Description
(68410) Nichols est un astéroïde de la ceinture principale. Il fut découvert le 16 août 2001 à Anza (Californie) par Michael Collins et Minor White. Il présente une orbite caractérisée par un demi-grand axe de 2,68 UA, une excentricité de 0,08 et une inclinaison de 4,9° par rapport à l'écliptique.

## Compléments